# Movies 24
Movies 24 – kanał telewizyjny poświęcony filmom realizowanym specjalnie z myślą o małym ekranie. W ofercie znalazło się wiele gatunków filmowych – kryminały, thrillery, romanse, a także filmy sensacyjne i erotyczne.
W Polsce nadawał od jesieni 2007 roku, dostępny był w ofercie platform cyfrowych Cyfra+ i TP oraz sieci kablowych, m.in. Vectra, Toya i Aster. Do końca 2010 roku kanał nadawał też na platformie n. Z dniem 30 grudnia 2011 roku o godz. 6:00 kanał zakończył emisję swojego programu w Polsce, 2 stycznia 2015 w Rumunii i 1 sierpnia 2019 w Turcji.